# Torre Ladeada
La Torre Ladeada o Torre del Portichuelo es una torre vigía o torre almenara, catalogada por el Ministerio de Educación, Cultura y Deporte como Bien de Interés Cultural desde 1993.
Está situada en Algarrobo Costa, en el municipio de Algarrobo, (provincia de Málaga, Andalucía, España) y se cree que data del siglo XVI. >